# Hemming Gadd
Hemming Gadd, född 6 november 1837 i Harlösa församling i Malmöhus län, död 14 januari 1915 i Stockholm, var en svensk officer (general).

## Biografi
Gadd blev underlöjtnant vid Norra skånska infanteriregementet 1858, kapten i armén 1872 och vid Generalstaben 1873, major vid Generalstaben 1880, överstelöjtnant vid nämnda regemente 1883, tillförordnad inspektör för Trängen 1887, överste och chef för Andra livgrenadjärregementet 1888, sekundchef för Svea livgarde 1892, generalmajor samma år, var chef för IV. arméfördelningen 1896–1905, blev generallöjtnant 1902 och slutligen general 1905. År 1913 erhöll han avsked.
Gadd blev lärare i krigskonst och krigshistoria vid Krigshögskolan 1879. Åren 1883–1886 var han chef för Krigshögskolan och han genomförde under sin tjänstetid flera utländska studieresor. Han blev adjutant hos kung Oscar II 1881 och överadjutant hos kungen 1888 och var till slut under åren 1905–-1907 chef för H.M. Konungens stab.
Gadd togs mycket i anspråk för kommittéarbete och var ordförande eller ledamot bland annat i kommittén för utarbetande av fälttjänstreglemente 1899–1901, för granskning av ny härordning 1900 och civilanställningskommittén 1905–1906. Han var under åren 1902–1909 ordförande i Militärsällskapet i Stockholm och 1903–1910 ordförande i Krigshovrätten, blev 1894 ordförande i Gymnastiska centralinstitutets direktion och 1905 ordförande i direktionen över Arméns pensionskassa. År 1880 blev han ledamot av andra klassen av Krigsvetenskapsakademien och 1892 ledamot av första klassen.
Gadd var son till prosten Johannes Niclas Gadd och Sofia Regina, född Dahlberg. Han gifte sig 1877 med Ida Pauline Benedicks, född 1849. De var föräldrar till Sture Gadd och morföräldrar till Hemming Virgin.

## Utmärkelser

### Svenska utmärkelser
- Riddare och kommendör av Kungl. Maj:ts orden (Serafimerorden), 1 december 1905.[7]
- Konung Oscar II:s och Drottning Sofias guldbröllopsminnestecken, 1907.[7]
- Konung Oscar II:s jubileumsminnestecken, 1897.[7]
- Kommendör med stora korset av Svärdsorden, 1 december 1899.[8]
- Kommendör av första klassen av Svärdsorden, 1 december 1893.[9]
- Riddare av första klassen av Svärdsorden, 1879.[10]

### Utländska utmärkelser
- Storkorset av Danska Dannebrogorden, tidigast 1894 och senast 1901.[11][12]
- Kommendör av första graden av Danska Dannebrogorden, tidigast 1890 och senast 1894.[11][13]
- Riddare av Preussiska kronans förtjänstorden, 3 augusti 1908.[14][15]
- Riddare av första klassen av Preussiska Kronorden, tidigast 1905 och senast 1908.[14][16]
- Riddare av tredje klassen av Preussiska Kronorden, tidigast 1877 och senast 1881.[17][18]
- Riddare av andra klassen med briljanter av Preussiska Röda örns orden, tidigast 1888 och senast 1890.[13][19]
- Kommendör av andra klassen av Badiska Zähringer Löwenorden, tidigast 1881 och senast 1888.[18][19]
- Riddare av Franska Hederslegionen, tidigast 1877 och senast 1881.[17][18]
- Riddare av Italienska kronorden, tidigast 1877 och senast 1881.[17][18]
- Riddare av första klassen av Norska Sankt Olavs orden, 1882.[20]